# غلجی
غلجی، غَلزایی،خلجی، یا غَلجایی نام گروهی افغان‌ها از قبایل پشتون در افغانستان و پاکستان است که شعبه‌های بسیاری دارد و در نواحی غزنی و زمین‌هایی که از سوی مشرق به خوست و وزیرستان و سیستان و بلوچستان و در دیگر شهرها به صورت پراکنده در ایران امتداد می‌یابند، سکنی دارند. دودمان مشهور خلجیان و دودمان هوتکیان و پادشاهان مشهور آنان مانند میرویس افغان، محمود افغان و اشرف افغان مربوط به همین قوم بودند که در سرنگونی صفویان نقش مهم داشتند. 
|           | غلجایی                                                                               |
| بخشی از   | پشتون ها( افغان ها)                                                                  |
| زبان      | پشتو                                                                                 |
| محل زندگی | افغانستان،پاکستان( خیبر پختونخواه و بلوچستان)                                        |
| شاخه ها   | احمدزی آکاخل اندر هوتک ابراهیم‌خیل خروتی لودی نصر ستانکزی ساکزی سلیمان‌خیل تره‌کی توخی، |
| دین       | اسلام( سنی)                                                                          |

از شخصیت‌های مهم غلجائی‌ها در زمان متاخر می‌توان به محمد نجیب‌الله معروف به دکتر نجیب چهارمین و آخرین رئیس‌جمهور در جمهوری دموکراتیک افغانستان، محمداشرف غنی، نورمحمد تره کی، حفیظ الله امین، مطیع الله مطیع و غازی صاحب خان خروتی،سراج‌الدین حقانی اشاره کرد.
از شاخه‌های قبیله غلجائی می‌توان به، پیروزی، هوتک، خروتی، تره‌کی، سلیمانخیل، بابکر خیل، شملزی، میرانزی، کاکر، اندر، توخی، احمدزی و … اشاره نمود.

## شیوه زندگی

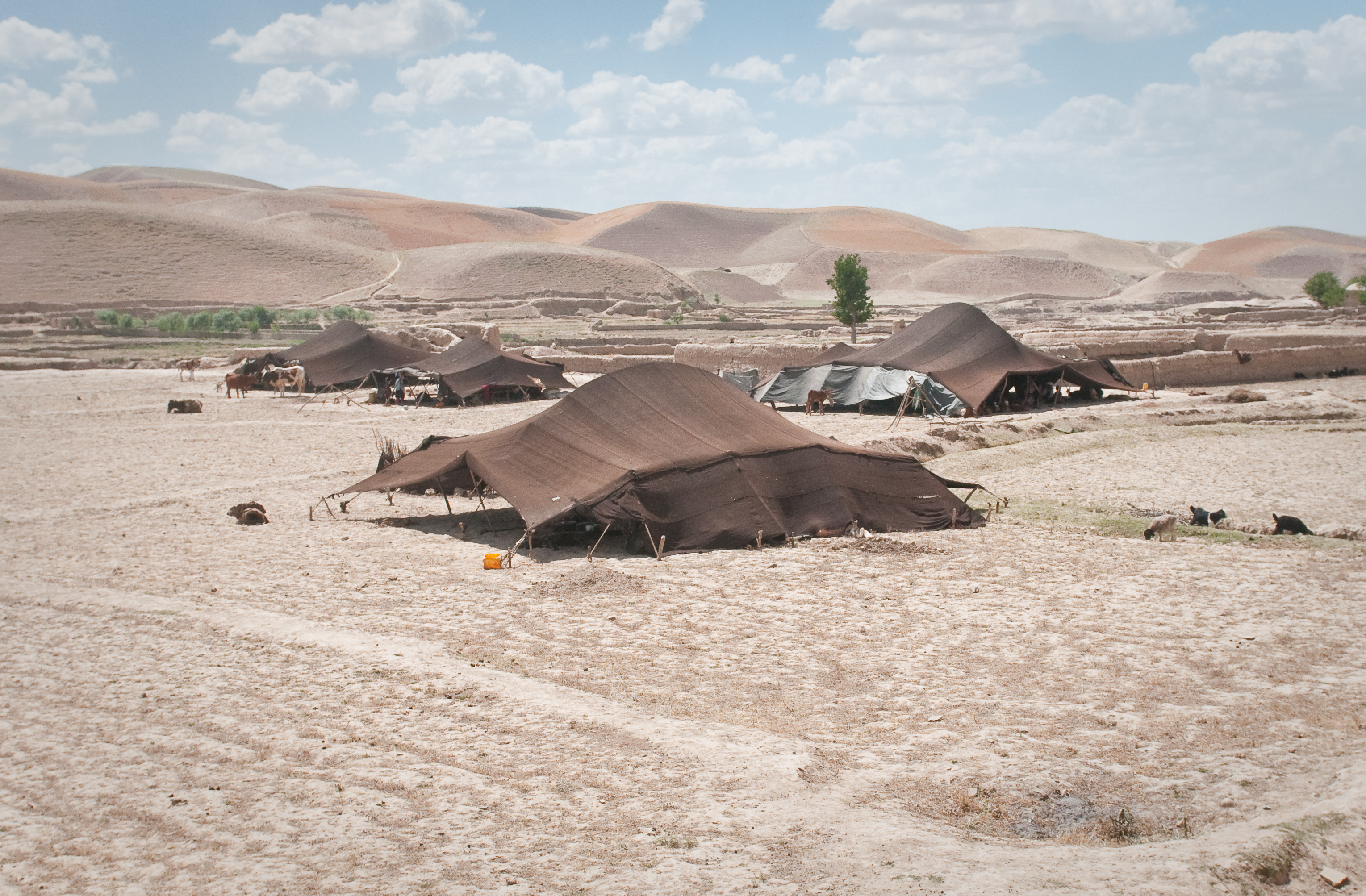
نمایی از زندگی عشایر یکی از اقوام پشتون در بادغیس افغانستان

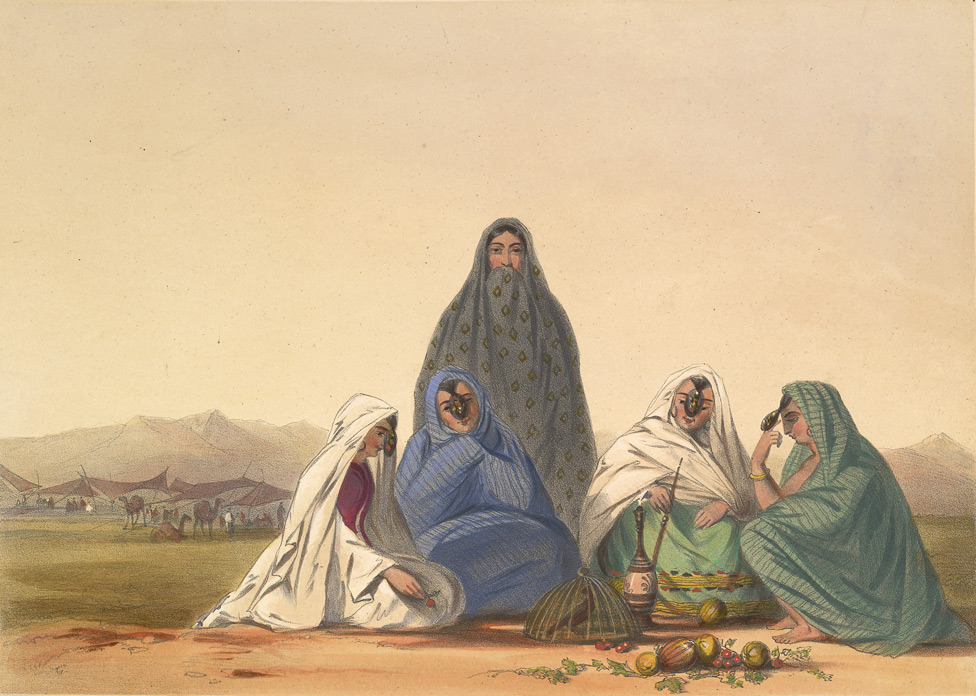
زنان غیلزی افغانستان

پشتون‌های غلجایی یکی از بزرگ‌ترین قبایل پشتون هستند که عمدتاً در افغانستان و پاکستان زندگی می‌کنند. آن‌ها به زبان پشتو صحبت می‌کنند و به اسلام پایبند هستند. شیوه زندگی آن‌ها به شدت تحت تأثیر سنت‌های قبیله‌ای و ساختارهای اجتماعی خاص است.
ویژگی‌های زندگی پشتون‌های غلجایی
- ساختار اجتماعی:غلجایی‌ها به صورت قبیله‌ای زندگی می‌کنند و روابط خانوادگی و قبیله‌ای نقش مهمی در زندگی روزمره آن‌ها دارد.
- اقتصاد و معیشت: بسیاری از غلجایی‌ها به دامداری و کشاورزی مشغول هستند، اما برخی نیز در تجارت و سیاست نقش دارند.
- فرهنگ و سنت‌ها: آن‌ها به سنت‌های پشتونوالی پایبند هستند که شامل اصولی مانند مهمان‌نوازی، انتقام‌گیری و عدالت قبیله‌ای است.
- کوچی‌گری: بخش قابل توجهی از غلجایی‌ها به عنوان کوچی‌ها زندگی می‌کنند و سبک زندگی عشایری دارند
بر اساس کتاب تاریخ ایران کمبریج جلد 3، شماره 1 پشتون های غلجی از نوادگان هپتالی ها هستند

## زبان
پشتون‌های غلجایی عمدتاً به زبان پشتو صحبت می‌کنند، که یکی از دو زبان رسمی افغانستان و زبان رسمی ایالت خیبر پختونواه در پاکستان است. گویش آن‌ها به لهجه مرکزی پشتو نزدیک است و ویژگی‌هایی دارد که بین گویش‌های جنوبی و شمالی پشتو قرار می‌گیرد.
ویژگی‌های زبان پشتو در میان غلجایی‌ها:  
- گویش مرکزی، که دارای ویژگی‌های انتقالی بین لهجه‌های شمالی و جنوبی پشتو است. 
- ریشه‌های تاریخی، که ارتباط نزدیکی با زبان‌های ایرانی شرقی دارد و برخی محققان آن را مرتبط با زبان‌های سکایی (سکاها) یا اوستایی می‌دانند.  
- تأثیرات فرهنگی، که زبان پشتو را نه تنها وسیله ارتباطی، بلکه بخشی از هویت فرهنگی و تاریخی پشتون‌ها می‌سازد. 
همچنین آنها در افغانستان از زبان فارسی و در پاکستان از زبان اردو به عنوان زبان دوم استفاده میکنند

## ژنتیک
ترکیب هاپلوگروپی پشتون‌های غلجایی نشان‌دهنده غلبه R1a با 72.2 درصد است که به‌طور گسترده با جمعیت‌های آریایی مرتبط بوده و با یافته‌های تاریخی درباره مهاجرت‌های آریایی از آسیای مرکزی به جنوب آسیا همخوانی دارد. H با 13.9 درصد و L با 8.3 حضور قابل توجهی دارد و ارتباط آن با فرهنگ آمودریا و تمدن دره سند قابل بررسی است. در حالی که J2 با 2.8 درصد معمولاً با جمعیت‌های خاورمیانه و مدیترانه‌ای ارتباط دارد. R2 با 2.8 درصد نیز به جریان‌های ژنتیکی میان مناطق شمال هند و افغانستان اشاره دارد. این داده‌ها بیانگر تعاملات تاریخی و فرهنگی میان این مناطق بوده و روندهای ژنتیکی مرتبط با هویت پشتون‌های غلجایی را تقویت می‌کنند.
این تحلیل نشان‌دهنده ارتباط ژنتیکی پشتون‌های غلجایی با جریان‌های مهاجرتی آریایی از آسیای مرکزی به جنوب آسیا است. غالب بودن R1a در این ترکیب بیانگر وابستگی قوی به گروه‌های آریایی و مسیرهای تاریخی مهاجرتی آن‌هاست. همچنین، حضور هاپلوگروپ‌های H و L نشان‌دهنده تأثیرات ژنتیکی جنوب آسیا، در حالی که J2 و R2 به تعاملات تاریخی با خاورمیانه و شبه‌قاره هند اشاره دارند.

## مبارزات
پشتون‌های غلجایی در طول تاریخ افغانستان نقشی برجسته در تحولات سیاسی، نظامی و اجتماعی ایفا کرده‌اند. آن‌ها به عنوان یکی از شاخه‌های مهم قبایل پشتون، همواره در برابر نیروهای خارجی و تحولات داخلی مقاوم بوده‌اند. روحیه جنگاوری و استقلال‌طلبی در میان غلجایی‌ها برجسته است، و همین ویژگی‌ها باعث شده است که آن‌ها در دوره‌های مختلف تاریخ افغانستان از جمله قیام‌های ملی، جنبش‌های ضد استعماری و جنگ‌های داخلی، نقش حیاتی داشته باشند.
در ادامه، برخی از مهم‌ترین مبارزات تاریخی پشتون‌های غلجایی آورده شده است:  
● قیام هوتکی‌ها (قرن ۱۸) میر ویس هوتک، یکی از رهبران برجسته غلجایی، علیه حکومت صفویان قیام کرد و توانست سلسله هوتک را تأسیس کند. این قیام نه‌تنها باعث استقلال نسبی افغانستان شد، بلکه تأثیرات عمیقی بر ساختار سیاسی منطقه گذاشت. پس از میر ویس، محمود هوتک توانست اصفهان را فتح کند و برای مدتی ایران را تحت کنترل داشته باشد.  
● مقاومت در برابر مغول‌ها و تیموریان غلجایی‌ها در برابر حملات مغول‌ها و تیموریان مقاومت کردند و در برخی نبردها نقش کلیدی داشتند. این مقاومت‌ها نشان‌دهنده روحیه جنگاوری و استقلال‌طلبی این قوم بود. بسیاری از قبایل غلجایی در نبردهای مختلف علیه مهاجمان خارجی شرکت کردند و از سرزمین‌های خود دفاع نمودند.  
● جنبش‌های ضد استعماری در دوران استعمار بریتانیا، قبایل غلجایی در جنگ‌های مختلف علیه نیروهای خارجی شرکت کردند. این مبارزات شامل مقاومت در برابر نفوذ بریتانیا در افغانستان و تلاش برای حفظ استقلال کشور بود. بسیاری از رهبران غلجایی در این دوران نقش مهمی در هدایت نیروهای مقاومت داشتند.  
● نقش در انقلاب ثور (۱۹۷۸) برخی رهبران غلجایی مانند نور محمد تره‌کی و حفیظ‌الله امین در انقلاب کمونیستی افغانستان نقش داشتند. این انقلاب باعث تغییرات گسترده‌ای در ساختار سیاسی کشور شد و تأثیرات آن تا سال‌ها ادامه داشت.  
● جنگ‌های داخلی افغانستان غلجایی‌ها در تحولات سیاسی و نظامی افغانستان، از جمله در دوران طالبان، تأثیرگذار بودند. بسیاری از رهبران طالبان از قبایل غلجایی بودند و نقش مهمی در شکل‌گیری سیاست‌های این گروه داشتند.  
● نقش ملا محمد عمر ملا عمر، بنیان‌گذار و رهبر طالبان، یکی از چهره‌های تأثیرگذار در تاریخ معاصر افغانستان بود. او در جنگ‌های داخلی افغانستان و مقاومت در برابر نیروهای خارجی نقش داشت. ملا عمر در سال ۱۹۹۴ طالبان را تأسیس کرد و در سال ۱۹۹۶ حکومت اسلامی افغانستان را تشکیل داد. او در جنگ علیه اتحاد شمال و درگیری‌های داخلی افغانستان نقش کلیدی داشت.  
● نقش دکتر نجیب‌الله دکتر محمد نجیب‌الله، رئیس‌جمهور افغانستان از ۱۹۸۷ تا ۱۹۹۲، تلاش کرد با سیاست‌های آشتی ملی، کشور را از بحران خارج کند. او در دوران جنگ‌های داخلی و پس از خروج نیروهای شوروی از افغانستان، سعی داشت با مجاهدین مذاکره کند. با این حال، حکومت او در سال ۱۹۹۲ سقوط کرد و او تا سال ۱۹۹۶ در دفتر سازمان ملل متحد در کابل پناه گرفت. در نهایت، با ورود طالبان به کابل، نجیب‌الله اعدام شد.  

## افرادبرجسته
● میر ویس هوتک بنیان‌گذار سلسله هوتک، که علیه حکومت صفویان قیام کرد  
● محمود هوتک پسر میر ویس هوتک، که برای مدتی ایران را پس از فتح اصفهان تحت کنترل داشت  
● نور محمد تره‌کی رهبر انقلاب ثور، رئیس‌جمهور سابق افغانستان  
● محمد نجیب‌الله احمدزی رئیس‌جمهور افغانستان ۱۹۸۷–۱۹۹۲، تلاش کرد آشتی ملی را بهبود بخشد  
● اشرف غنی احمدزی رئیس‌جمهور سابق افغانستان، شناخته‌شده برای اصلاحات اقتصادی و حکومتی  
● حفیظ‌الله امین رهبر کمونیست، که به مدت کوتاهی در سال ۱۹۷۹ بر افغانستان حکومت کرد  
● گلبدین حکمتیار رهبر مجاهدین، که نقش بزرگی در سیاست افغانستان ایفا کرد  
● عبدالرحمان هوتک شاعر و دانشمند پشتو، که در ادبیات پشتو تأثیرگذار بود  
● علاالدین خلجی یکی از قدرتمندترین سلاطین دهلی ۱۲۹۶–۱۳۱۶ میلادی، معروف به اصلاحات اقتصادی، نظامی و گسترش قلمرو خود  
● فیروز شاه خلجی بنیان‌گذار سلسله خلجی و اولین سلطان آن ۱۲۹۰–۱۲۹۶ میلادی، که در برابر حملات مغول مقاومت کرد  
● ملا محمد عمر بنیان‌گذار و رهبر طالبان ۱۹۹۴–۲۰۱۳، که در جنگ‌های داخلی افغانستان نقش مهمی داشت  
● نازو توخی شاعر و نویسنده پشتو، که به عنوان مادر ملت افغان شناخته می‌شود و نقش مهمی در اتحاد قبایل پشتون داشت  